# المقاطين (الحديدة)

تعديل مصدري - تعديل

المقاطين هي إحدى قرى مديرية الجراحي، التابعة لمحافظة الحديدة اليمنية، بلغ تعداد سكانها 1076 نسمة حسب الإحصاء الذي أجري عام 2004.